# Jacques Gallot
Jacques Gallot, detto anche Gallot le Vieux (... – Parigi, 1690 circa), è stato un liutista e compositore francese.

## Biografia

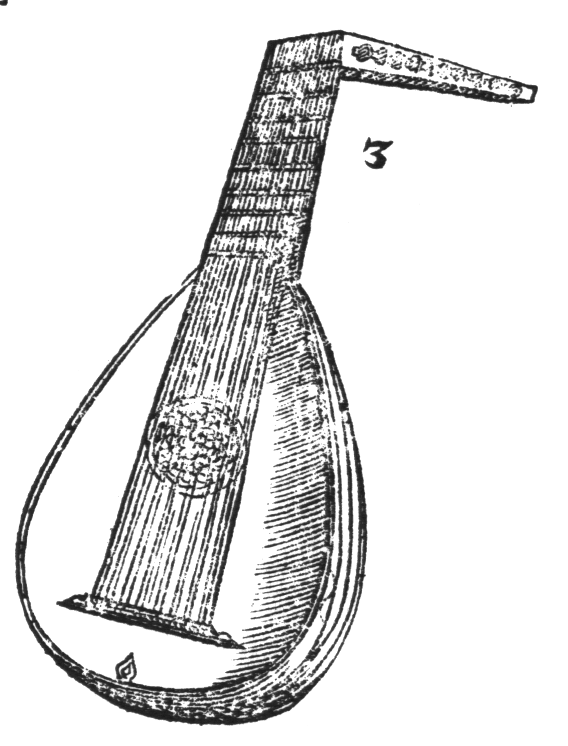
Liuto del secolo XVII

Jacques Gallot crebbe e visse in una famiglia di due generazioni di liutisti. Oltre a le Vieux era soprannominato Gallot de Paris per distinguerlo dal fratello Antoine – anche detto Gallot d'Angers – pure lui virtuoso dello strumento. E un figlio omonimo anch'egli provetto liutista, Jacques Gallot, sarebbe stato chiamato Gallot le Jeune.
Imparò e perfezionò lo strumento a Parigi con il maestro Ennemond Gaultier (detto le Vieux per non confonderlo col cugino Denys Gaultier, chiamato Gaultier le Jeune e insegnante di Gallot le Jeune). Col tempo, Jacques padroneggiò lo strumento tanto da divenire anch'egli maestro e compositore. Verso il 1670 scrisse Pièces de luth sur différentes modes, pezzi di danza in cui compare il minuetto e che si basano su due uniche tonalità, uno dei quali venne ripreso da Ottorino Respighi nella sua composizione Gli Uccelli, nel passo dedicato a La Colomba.
Gallot compose anche dei tombeaux. Un manoscritto custodito presso la Musikbibliothek di Lipsia comprende alcuni pezzi che recano la firma vieux Gallot, e altri manoscritti firmati solo Gallot sono conservati presso le biblioteche di Besançon, Oxford, Haslemere, Praga, Kalmar, Vienna e nei monasteri benedettini di Göttweig e Kremsmünster.